# Hoành Phong

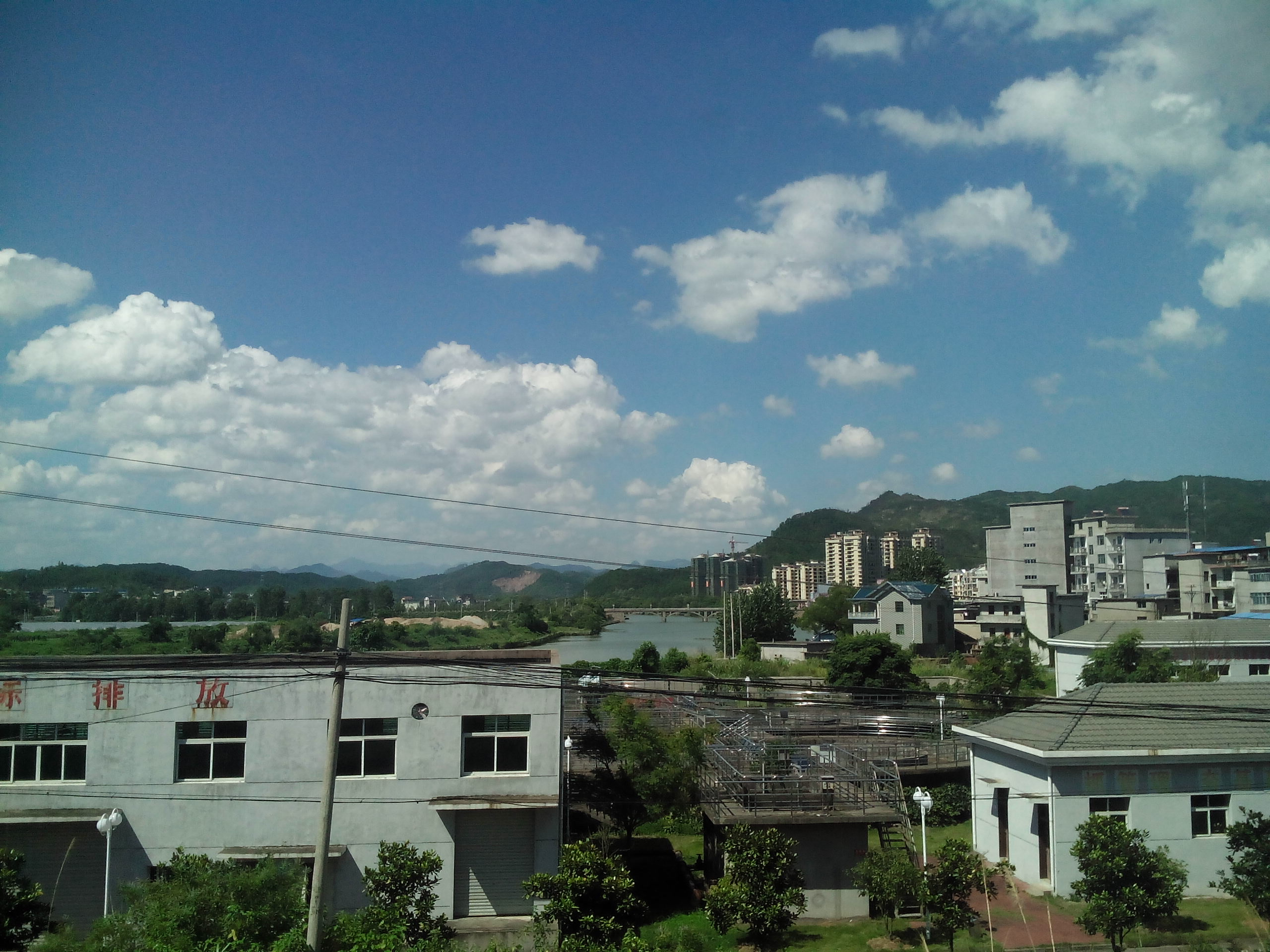
Hoành Phong

Hoành Phong (chữ Hán giản thể: 横峰县, âm Hán Việt: Hoành Phong huyện) là một huyện thuộc địa cấp thị Thượng Nhiêu, tỉnh Giang Tây, Cộng hòa Nhân dân Trung Hoa. Huyện này có diện tích 655 ki-lô-mét vuông, dân số năm 2003 là 208.000 người. Mã số bưu chính là 334300, mã vùng điện thoại là 0793. Chính quyền huyện đóng ở trấn Sầm Dương. 

## Hành chính
Huyện Hoàng Phong được chia ra làm 9 đơn vị hành chính cấp hương, gồm 1 nhai đạo, 2 trấn và 6 hương. Ngoài ra huyện này còn quản lí 4 đơn vị tương đương cấp hương khác.
- Nhai đạo: Hưng An (兴安街道)
- Trấn: Sầm Dương (岑阳镇), Cát Nguyên (葛源镇)
- Hương: Diêu Gia (姚家乡), Liên Hà (莲荷乡), Tư Phố (司铺乡), Cảng Biên (港边乡), Long Môn Phán (龙门畈乡), Thanh Bản (青板乡)

Đơn vị ngang cấp hương khác: 
- Khu khai khẩn: Hồng Kiều (红桥垦殖场)
- Lâm trường: Thượng Khanh Nguyên (上坑源林场), Sơn Hoàng (山黄林场)
- Biện sự xứ: Tân Hoàng (新篁办事处)